# Barbourula
A Barbourula  a kétéltűek (Amphibia) osztályába és  a békák (Anura) rendjébe és az unkafélék (Bombinatoridae) családjába tartozó nem. A nembe tartozó egyedek a Fülöp-szigeteken és Borneón honosak.

## Rendszerezés
A nembe az alábbi fajok tartoznak:
- Barbourula busuangensis Taylor & Noble, 1924
- Barbourula kalimantanensis Iskandar, 1978